# Ninfeu de Egéria

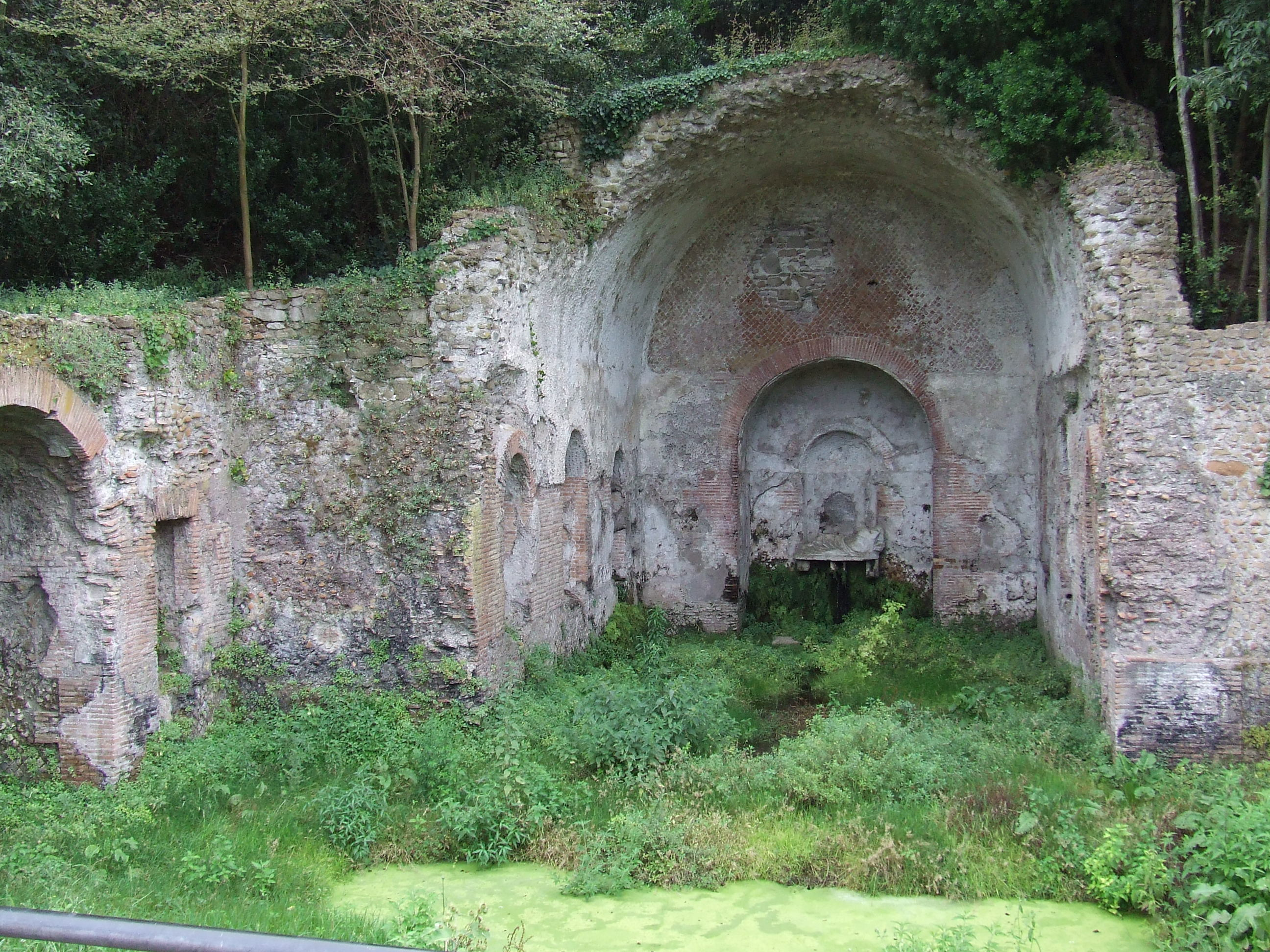
Vista geral do ninfeu.

Ninfeu de Egéria é um ninfeu localizado no interior do Parque Regional da Ápia Antiga, entre a Via Ápia Antiga e a Via Latina, no Valle della Caffarella e às margens do rio Almone, um local hoje situado no quartiere Appio-Latino de Roma. Este ninfeu, juntamente com o seu bosque sagrado anexo, é um dos mais importantes da cidade.

## História
Egéria era uma das ninfas Camenas e, segundo a lenda, era amante, conselheira (sobre leis religiosas e reformas) e depois mulher do rei Numa Pompílio. Quando ele morreu, Egéria se derreteu em lágrimas e deu origem a uma fonte ("...donec pietate dolentis / mota soror Phoebi gelidum de corpore fontem / fecit...", que se tornou um local sagrado e que a tradição identifica como sendo a fonte existente perto da Porta Capena.

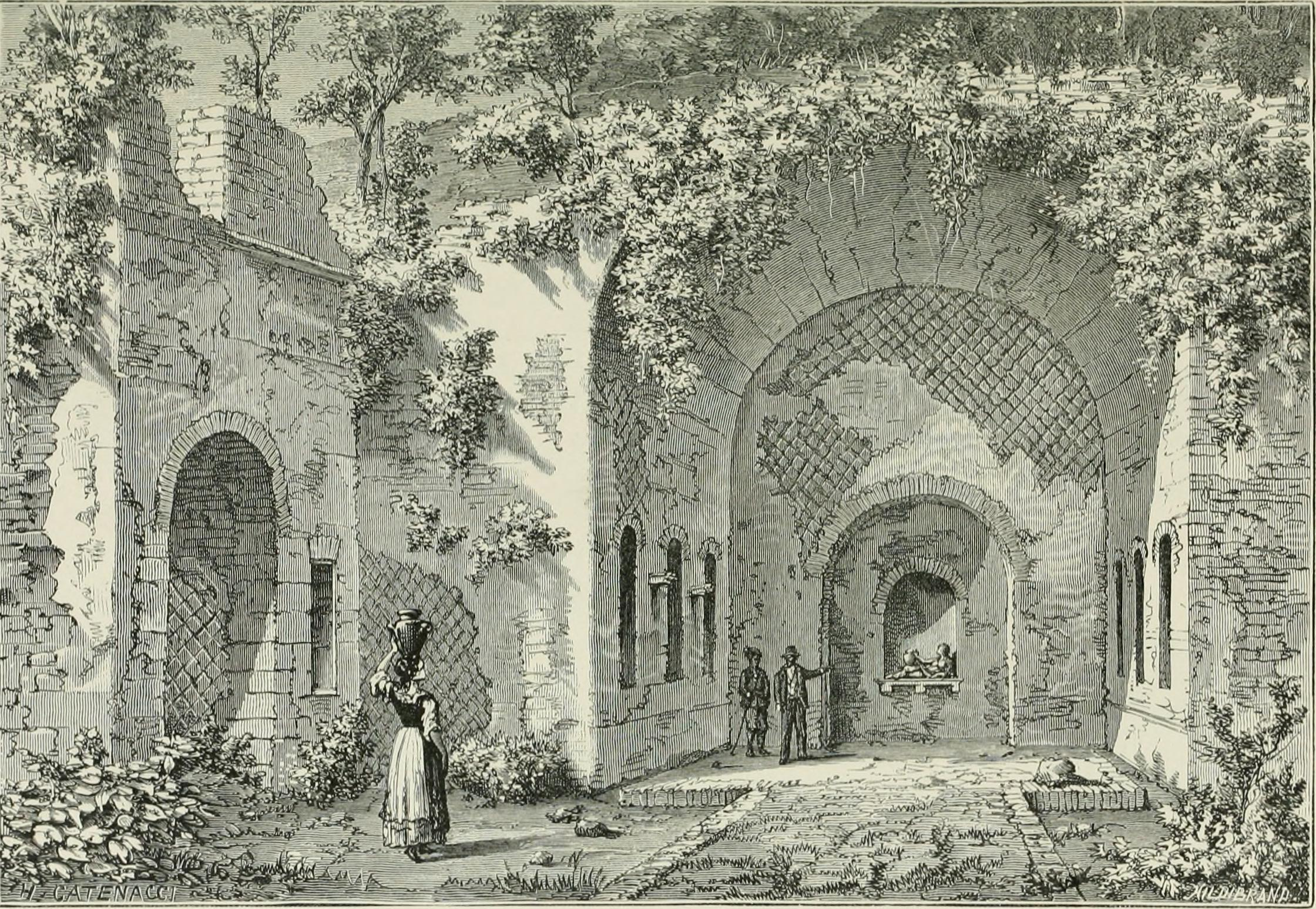
Gravura do século XIX.

Egéria era também uma das "Camenas", que significa "cantora", videntes, e, por isto, o vale onde ficava a "Fonte de Egéria" era conhecido como "Vallis Camenarum". Os encontros do rei com a ninfa ocorriam numa gruta no Bosco delle Camene. Suas águas eram de uso exclusivo das vestais.
No século II d.C., quando Herodes Ático, absolvido do assassinato de sua esposa Ânia Regila, reestruturou uma villa que ele herdou, ele reformou a grande propriedade do ponto de vista paisagístico: a gruta foi convertida em uma estrutura fechada coberta por abóbadas com uma estrutura absidal, na qual foi colocada, no interior de um nicho, uma estátua de Egéria; as superfícies internas foram decoradas com revestimentos de mármore verde e branco nas paredes e pórfiro verde no piso com inserções em mosaicos. A fonte original, uma das várias que fluem para o rio Almone, era composta por grandes bacias, uma das quais era conhecida com o nome de "Lacus Salutaris".
No século XIX, este ninfeu se tornou o lugar favorito para realização de piqueniques entre os romanos e ainda hoje o lugar é popular no interior do Parco della Caffarella.

## Descrição
O ninfeu, em opus mixtum, e as construções vizinhas foram datadas no século II com base na tipologia dos tijolos utilizados na construção. A água jorra pelo lado de trás, por baixo de uma estátua atualmente sem cabeça do deus Almone.